# Gemawang (Gemawang)
Gemawang is een bestuurslaag in het regentschap Temanggung van de provincie Midden-Java, Indonesië. Gemawang telt 5518 inwoners (volkstelling 2010).